# Ужга
Ужга  — село в Койгородском районе Республики Коми. Административный центр сельского поселения Ужга. Численность населения села на 2023 год — 102 человека.

## География
Расположен на правом берегу реки Сысолы, в 8 км к северу от райцентра села Койгородок.

## История
Впервые Ужга была упомянута в 1490 году, когда она являлась центром обширной Ужгинской земли-волости, включавшей в себя верховья Сысолы и верховья Камы (в конце XVI века верховья Камы вышли из состава Ужгинской волости). В XV веке возле Ужги построили укреплённый городок, где жители укрывались во время вражеских нападений.
Ужга с 16 века находилась на Великом Сибирском пути, вплоть до прекращения использования этой северной ветви пути после открытия пути в Сибирь через Казань.

## Население
Численность населения села составляет 158 человек (2010 год).